# Мостачинз-Менис (Порденоне)
Мостачинз-Менис је насеље у Италији у округу Порденоне, региону Фурланија-Јулијска крајина.
Према процени из 2011. у насељу је живело 48 становника. Насеље се налази на надморској висини од 242 м.